# Edmund Kolbuszowski

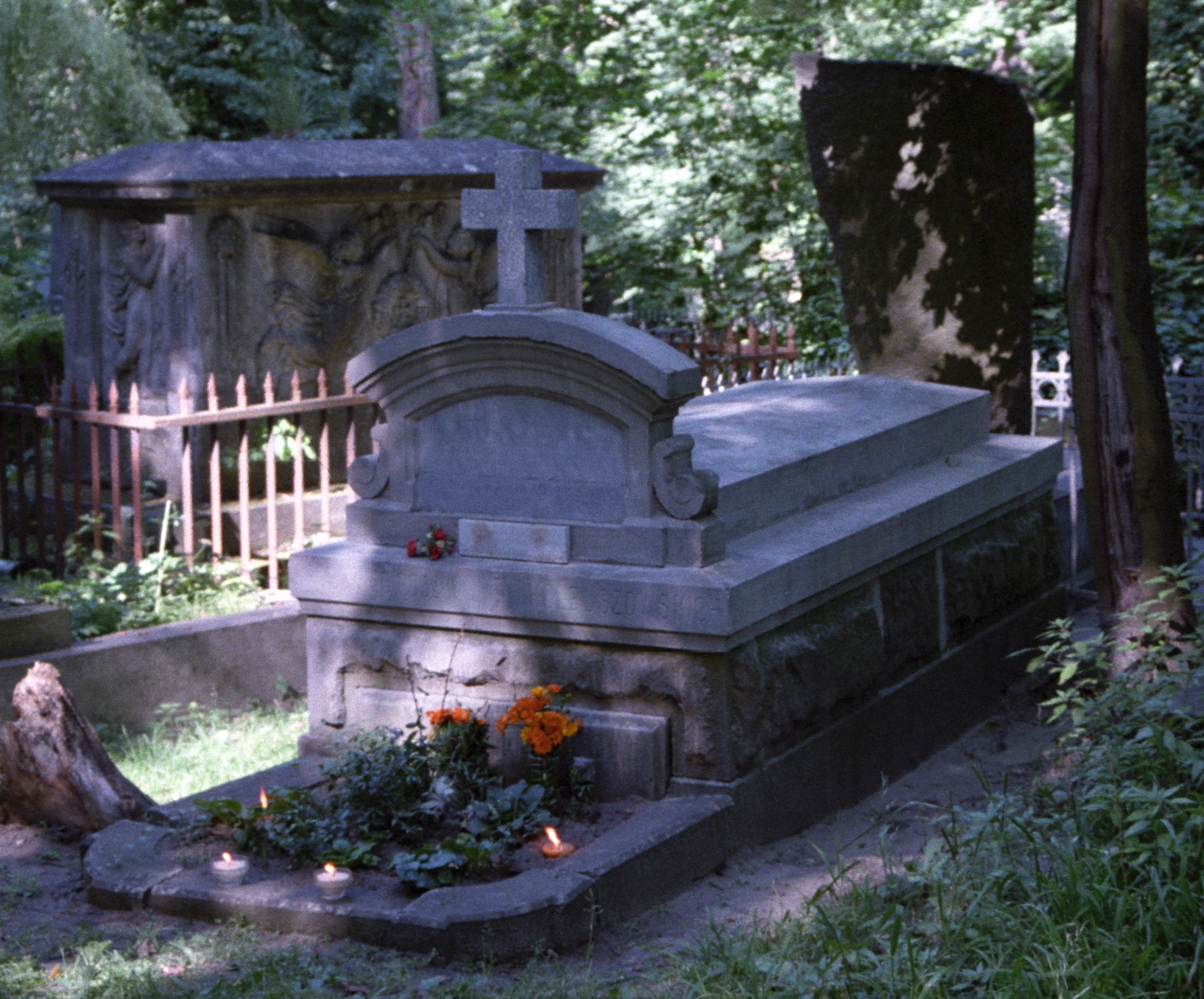
Grobowiec Kolbuszowskich na Cm. Łyczakowskim, 1994 r.

Edmund Kolbuszowski herbu Korab (ur. 1865 w Sieniawie Starej, zm. 1919 we Lwowie) – polski dziennikarz. 

## Życiorys
Urodził się w Sieniawie Starej na Wołyniu jako syn Ksawerego i Felicji Trzemeskiej. Jego ojciec własnym kosztem wystawił oddział wojskowy w czasie powstania styczniowego 1863 roku w związku z czym musiał opuścić wraz z rodziną Cesarstwo Rosyjskie. Przeniósł się do Galicji i jako człowiek zamożny kupił majątek Zaborze k. Uhnowa w rejonie Rawy Ruskiej.
Po ukończeniu nauki w szkole średniej rozpoczął studia medyczne na Uniwersytecie Wiedeńskim. Specjalnie interesowała go psychiatria. Studiów tych jednak nie ukończył. W tym też okresie zaczął zaznajamiać się z ruchem socjalistycznym.
Po przyjeździe do Lwowa, rozpoczął pracę jako dziennikarz. Pracował i współpracował z różnymi czasopismami i gazetami, takimi jak: lwowski „Przegląd”, „Dziennik Polski” (od 1896 do likwidacji pisma czyli do wybuchu I wojny światowej), warszawski „Wiek” (jako korespondent), krakowski „Głos Narodu”, czasopismo „Łowiec Polski” (gdzie zamieszczane były jego felietony i program), toygodnik humorystyczny „Śmigus” (znany wydawca lwowski Aleksander Milski). Jako przedstawiciel dziennikarzy polskich brał udział w Wielkim Zjeździe Dziennikarzy Słowiańskich w Pradze czeskiej. Ponieważ praca dziennikarza nie przynosiła mu większych pieniędzy na utrzymanie domu, pracował w Miejskim Biurze Pracy w ratuszu lwowskim.
Pracował w lwowskim oddziale Austriackiego Biura Korespondencyjnego w Wiedniu i po upadku Austrii, wspólnie z Iżykowskim, był współtwórcą późniejszej Polskiej Agencji Telegraficznej (PAT). Przez pewien czas był też kierownikiem jednej z drukarni polskich we Lwowie. Był współzałożycielem Związku Dziennikarzy Polskich.
W 1895 we Lwowie ożenił się z Zofią Dzikowską, córką dziennikarza i literata Mieczysława Chamskiego-Dzikowskiego. Miał z nią dwoje dzieci: Władysława (1896-1918, poległ w obronie Lwowa) i Marię Danutę. 
Zmarł z powodu zapalenia płuc w maju 1919. Został pochowany 3 czerwca na Cmentarzu Łyczakowskim (pole nr 14) w grobowcu, który kupił dwa tygodnie przed śmiercią.